# سیارک ۱۳۴۱۳
سیارک ۱۳۴۱۳ (به انگلیسی: 13413 Bobpeterson، نامگذاری:1999UF9)۱۳۴۱۳مین سیارک کشف شده‌است که در ۲۹ اکتبر ۱۹۹۹ کشف شد.